# Athaulf

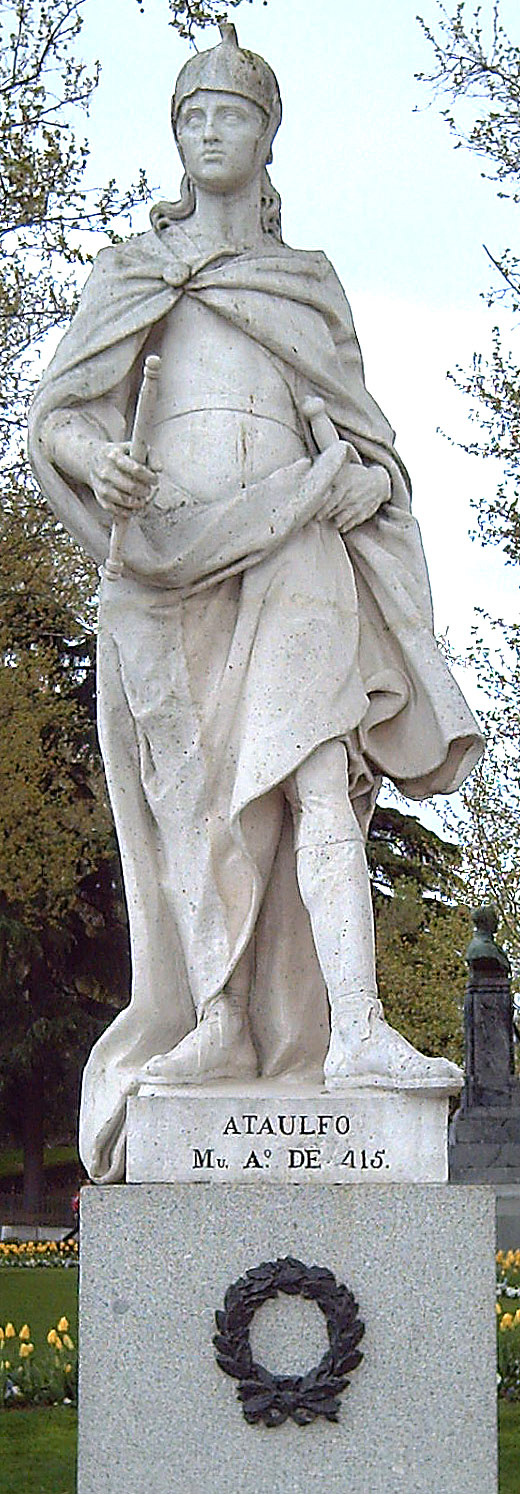
Standbeeld van Athaulf in Madrid (F. Castro, 1750-53).

Athaulf (Atawulf, 'vaderwolf') volgde in 410 zijn zwager Alarik op als koning van de Visigoten. Onder zijn bewind vormde hij het Visigotische stammenverbond om tot een belangrijke politieke macht in de late oudheid.

## Afkomst
Athaulf was een afstammeling van een vooraanstaand Visigotisch vorstengeslacht. Hij was ongeveer van de zelfde leeftijd als de Visigotische koning Alarik, die getrouwd was met een zuster van hem. Athaulf maakt deel uit van diens gevolg en streed aan zijn zijde mee in de oorlogen tegen de Romeinen. Na de inname van Rome door de Visigoten in 410 trok het Visigotische volk naar het zuiden waar het voorbereidingen trof voor een oversteek naar Africa. Begin 411 stierf Alarik plotseling als gevolg van een koortsaanval in Calabrië en werd Athaulf unaniem als zijn opvolger gekozen. Zijn eerste bestuursdaad als koning was een einde maken aan de zuidwaartse tocht van de Goten in Italië.

## Tocht naar Gallië
Ataulf trok langzaam met zijn volk naar het noorden. Hij marcheerde langs de westkust over de Via Aurelia, onderweg plunderden zijn mannen steden, dorpen en het platteland in Campanië, Lazio, Etrurië en Ligurië. Daarbij werden ze niet verhinderd door het Romeinse leger Op die wijze voorzag hij zijn volk van voedsel. Gedurende die periode ontvluchtten veel Romeinen Italië naar Noord-Afrika en zelfs Jeruzalem, waar Hiëronymus schreef over hun komst.
Begin 412 bereikten de Visigoten de Povlakte in de buurt van het huidige Turijn waar het volk kort bivakkeerde. Naar het schijnt voerde Athaulf in het voorjaar van 412 onderhandelingen met de opperbevelhebber van het Romeinse leger Constantius III over een veilige doortocht door de Alpen naar de provincie Gallië. De Romeinen hadden belang bij het vertrek van de Goten uit Italië. In ruil voor voedsel zag Athaulf af van vijandelijkheden. Bovendien voerde hij in zijn gevolg een aantal belangrijke gijzelaars mee, o.a. de halfzus van de keizer, Galla Placidia die als ruilmiddel diende.

## Onderhandelingen met Jovinus en Honorius

West-Romeinse rijk in 413, nadat de Visigoten Italië verlaten hadden was Flavius Constantius in staat om een einde te maken aan de usurpatie van Heraclianus, terwijl Jovinus door Ataulf werd uitgeschakeld in ruil voor voedselleveranties door het rijk.

De Visigoten trokken door de Alpen via de Montgenèvre-pas verder naar Gallië tot bij Arelate (het huidige Arles), waar de usurpator Jovinus, die in het midden en noorden van Gallië zijn machtsbasis had, verbleef. Athaulf zocht toenadering tot de usurpator, erkende diens aanspraak op de keizertitel en bood hem zijn diensten aan. Hij hoopte van Jovinus een eigen gebied in Gallië toegewezen te krijgen. Onderhandelingen werden opgestart en een ontmoeting tussen beiden afgesproken. Op weg naar een ontmoetingsplaats raakte Athaulf echter in gevecht met een groep vijandige Goten die aan generaal Constantius III gelieerd waren. Deze groep werd aangevoerd door de Gotische commandant Sarus. Athaulf versloeg Sarus, nam hem gevangen en liet hem daarna vermoorden. Dit laatste zette kwaad bloed onder een deel van de Goten die aanhangers waren van Sarus.
De onderhandelingen die Athaulf met Jovinus voerde leverden niet het gewenste resultaat op, daarom keerde hij zich van hem af en zocht nu toenadering met de zijde van keizer Honorius. Van Honorius kreeg hij wel dingen gedaan, in ruil voor militaire steun aan generaal Constantius deed de keizer toezeggingen. Er werd overeenstemming bereikt waardoor de Gotische krijgers verzekerd waren van bevoorrading (annona) en land in Gallië. In ruil hiervoor diende Athaulf, de zuster van de keizer, Galla Placidia vrij te laten en met zijn leger tegen de usurpator Jovinus ten strijde te trekken. Nadat er een verdrag was gesloten trok Athaulf in 413 op tegen Sebastianus, de broer van de usurpator die hij vervolgens versloeg en gevangen nam. Daarna belegerde hij Jovinus in diens hoofdstad Valentia, de stad viel waarna ook de tegenkeizer gevangen werd genomen.
Ondanks dat hij met Honorius in het reine was gekomen, verslechterde spoedig hun relatie vanwege een nieuw conflict veroorzaakt door de opstand van Heraclianus in Afrika. Heraclianus hield de graanzendingen uit Afrika tegen waardoor de keizer zijn belofte om de Visigoten in Gallië van voedstel te voorzien niet kon nakomen. Athaulf weigerde op zijn beurt Galla Placidia vrij te laten en zijn leger hervatte opnieuw hun vijandelijkheden tegen de Romeinen, waarbij de steden Narbonne, Tolosa en Burdígala (het huidige Bordeaux) werden ingenomen. Bij poging om de stad Marseille te veroveren raakte Ataulf gewond tijdens een Romeinse aanval onder leiding van Bonifatius.

## Huwelijk met Galla Placidia
In januari 414 trouwde Athaulf met Galla Placidia in Narbo (Narbonne) tot verbazing van zowel Goten als Romeinen. Volgens Orosius, zou Galla Placidia hem hiertoe overgehaald hebben. Met dit huwelijk zou de Gotische koning duidelijk hebben willen maken dat hij van het Romeinse Rijk geen Gotisch rijk wilde maken, maar het eerder wilde vernieuwen met de hulp van zijn volk. Het huwelijk werd gevierd met traditionele Romeinse feesten en prachtige geschenken uit de Gotische oorlogsbuit. Priscus Attalus hield de huwelijkstoespraak, een klassiek epithalamium.In hetzelfde jaar werd hun zoon geboren die vernoemd werd naar zijn grootvader van moederskant, de Romeinse keizer Theodosius I. Het kind stierf echter voor het einde van het jaar.
Na de voltrekking van dit huwelijk raakten de relaties met de Romeinen verder verstoord door toedoen van Honorius' generaal Constantius (die later keizer Constantius III zou worden), die ertoe overging om de mediterrane havens van Gallië te blokkeren. Als antwoord riep Athaulf Priscus Attalus uit als Augustus in Bordeaux in 414. Maar Constantius' zeeblokkade was succesvol en in 415 trok Athaulf zich met zijn volk terug naar Noord-Spanje.Attalus vluchtte, viel in handen van Constantius en werd verbannen naar het eiland Lipari.
Ataulf trok de Pyreneeën over en installeerde zijn hof in Barcino (het huidige Barcelona) in de Tarraconence. De komst naar Spanje verliep overigens vreedzaam, Athaulf ontmoette geen tegenstand van de Romeinen. Niet bevestigd door bronnenmateriaal lijkt het erop, dat er een soort overeenkomst gesloten was tussen Ataulf en Constantius. De vreedzame binnenkomst in Barcelona, evenals de arrestatie van Attalus lijken een weerspiegeling van deze overeenstemming, kennelijk gestoeld op de wens van de Visigoten op vreedzame co-existentie met de Romeinen en die van het Romeinse rijk om de mankracht van Goten te gebruiken om de andere stammen te bestrijden die jaren eerder naar het binnenland van het schiereiland waren gemigreerd. Hoe dan ook, de Visigoten gevestigd in het noorden bij Barcelona en raakten al spoedig in conflict met de Vandalen in Spanje. De laatste campagne van dit conflict vond plaats in 415, en werd waarschijnlijk uitgevoerd tegen de Asdingen. Volgens de Getica van de zesde-eeuwse Byzantijnse schrijver Jordanes strafte Ataulf de Vandalen af.

## Dood en nasleep
Volgens historici als E.A. Thompson was er onder de Goten en de Visigoten in het bijzonder, sprake van oude conflicten veroorzaakt door de aristocratie. Er waren meerdere groeperingen die naar de macht van het koningschap streefden, de Balten en de Amalen. Ook was er verdeeldheid over de richting waarin het volk zich diende te ontwikkelen: het in ere houden van de oude riten en gebruiken van het volk of het overnemen van gebruiken en instellingen van de Romeinen. In die optiek moet men ook de vijandschap zien tussen de aanhangers van Sarus en Athaulf.
Op 14 augustus 415 werd Athualf vermoord in de stallen van het residentie in Barcelona. Volgens de schriftelijke bronnen, gebeurde dat tijdens een inspectie van zijn paarden door een samenzwering die vermoedelijk door Sigerik, de broer van Sarus (vermoord door Athaulf in 412) werd opgezet. Sigerik werd hierna onmiddellijk tot koning benoemd, voor slechts zeven dagen, want hij werd op zijn beurt vermoord en opgevolgd door Wallia (415-418), de broer van Athaulf. Volgens Isidorus van Sevilla was de moord een gevolg van Athaulfs' beleid van samenwerking en toenadering tot de Romeinen.
Onder het bewind van Wallia werd Galla Placidia teruggebracht naar Ravenna, waar ze in 417, op aandringen van Honorius, hertrouwde. Haar nieuwe echtgenoot was de onverbiddelijke vijand van de Goten, Constantius.

## Regering
Aan het begin van Athaulfs' bewind was bij de Visigoten nog niet sprake van een eigen staat. Het volk trok rond door het toenmalige Romeinse Rijk totdat het in 413 in Gallië arriveerde. De komst hiernaar toe leidde niet meteen tot een eigen koninkrijk, maar onder Ataulfs' bewind ontstonden wel de contouren van het later koninkrijk der Visigoten. Athaulf onderhandelde met de keizers Jovinus en Honorius over een eigen vestigingsgebied in Aquitanië, die plannen stranden weliswaar toen er in 413 nieuwe vijandelijkheden uitbraken met de Romeinen, maar Athaulf nam wel Narbonne en Toulouse in bezit nam, het gebied dat later de kern van Visigotische rijk zou worden.
Hoewel Athaulf een Ariaanse christen bleef, werd zijn relatie met de Romeinse cultuur vanuit een katholiek Romeins perspectief samengevat door de woorden die de toenmalige christelijke apologeet Orosius hem in de mond legde:
"Aanvankelijk wilde ik de Romeinse naam uitwissen en het hele Romeinse grondgebied in een gotisch rijk veranderen: ik verlangde ernaar dat Roemenië Gothia zou worden en dat Athaulf zou worden wat Caesar Augustus was geweest. Maar lange ervaring heeft me geleerd dat de onbeheerste wildheid van de Goten zich nooit aan wetten zal onderwerpen, en dat een staat zonder wet geen staat is. Daarom heb ik voorzichtiger gekozen voor de andere glorie van het doen herleven van de Romeinse naam met gotische kracht, en ik hoop door het nageslacht te worden erkend als de initiatiefnemer van een Romeinse restauratie, aangezien het voor mij onmogelijk is het karakter van dit rijk te veranderen."
Alarik I ·
Athaulf ·
Sigerik ·
Wallia ·
Theoderik I ·
Thorismund ·
Theoderik II ·
Eurik ·
Alarik II ·
Gesalic ·
Amalarik ·
Theudis ·
Theudigisel ·
Agila I ·
Athanagild ·
Liuva I ·
Leovigild ·
Reccared I ·
Liuva II ·
Witterik ·
Gundemar ·
Sisebut ·
Reccared II ·
Suintila ·
Sisenand ·
Chintila ·
Tulga ·
Chindaswinth ·
Recceswinth ·
Wamba ·
Erwig ·
Ergica ·
Wittiza ·
Roderik ·
Achila II ·
Ardon